# Pierre Badel
Pour les articles homonymes, voir Badel.
Pierre Badel est un réalisateur français, né le 14 juin 1928 à Bagnolet et mort le 1er août 2013 à Boulogne-Billancourt.

## Biographie
Diplômé de l'Institut des hautes études cinématographiques (IDHEC), Pierre Badel entre directement à la RTF en 1950 comme assistant de Stellio Lorenzi et de Claude Barma. Il devient réalisateur en 1954 et se consacre à des réalisations diverses et variées : documentaires, sport, information, variétés, dramatiques (comme sa célèbre adaptation de La Mégère apprivoisée dans laquelle il met en scène son épouse Rosy Varte). Badel a engagé d'autres vedettes de cinéma pour ses téléfilms: Marie Dubois comme Marie Curie - Une certaine jeune fille (1965), Michel Serrault comme Le Citoyen comme noble (1968), Claude Jade comme Shéhérazade (1971), Maria Casarès dans L'Île des chèvres (1975), Bernadette Lafont dans La Porte du large (1975), Jacques Weber dans Les Rebelles (1977) et Jean-Paul Belmondo comme Kean (1988). Son dernier film est Bonnes vacances, avec Rosy Varte en 1998.
Homme de télévision, il a su garder intacte sa passion du direct (retransmission de matches de football, Jeux sans frontières, Nuit des Césars, etc.) et insuffler son goût du mystère et de la musique à ses réalisations[réf. nécessaire]. Il rencontre son épouse, la comédienne Rosy Varte, en 1960.
Il a été directeur de l'unité Spectacle d'Antenne 2 à l'époque de Pierre Desgraupes et directeur des programmes de FR3 au début des années 1990.
Il meurt le 1er août 2013 à Boulogne-Billancourt (Hauts-de-Seine), un an après Rosy Varte, aux côtés de laquelle il repose au cimetière Pasteur à Bagnolet (Seine-Saint-Denis).

## Filmographie
- 1956 : Jupiter (TV)
- 1961 : Le Nain (TV)
- 1961 : La Petite Dorrit (TV)
- 1961 : L'Amour des trois oranges
- 1962 : Noix de coco d'après pièce de Marcel Achard
- 1962 : L'inspecteur Leclerc enquête (série télévisée)
- 1962 : Le Théâtre de la jeunesse : Gargantua d'après Gargantua de Rabelais, adaptation Yves Jamiaque, première diffusion : 04/02/1962
- 1963 : Le Théâtre de la jeunesse : L'Île mystérieuse d'après L'Île mystérieuse de Jules Verne, en 2 parties, première diffusion : premier épisode : Les Naufragés de l'air : 28/04/1963 ; second épisode : Le Secret de l'île : 05/05/1963
- 1964 : La Torture par l'espérance (TV)
- 1964 : La Mégère apprivoisée  (TV)
- 1965 : Marie Curie - Une certaine jeune fille (TV)
- 1966 : L'Aiglon (TV, adaptation de la pièce éponyme d'Edmond Rostand)
- 1967 : L'Arlésienne (TV)
- 1968 : Tribunal de l'impossible: Nostradamus ou Le prophète en son pays (TV)
- 1968 : Cinq jours d'automne (TV)
- 1968 : Le Bourgeois gentilhomme (TV)
- 1970 : Les Fiancés de Loches
- 1970 : Tribunal de l'impossible: Un esprit nommé Katie King (TV)
- 1970 : Les Lettres de mon moulin (TV)
- 1971 : Pouce
- 1971 : Shéhérazade (TV)
- 1972 : Vassa Geleznova (TV)
- 1973 : Marie Dorval (TV)
- 1973 : Tartuffe de Molière, mise en scène Jacques Charon, Comédie-Française
- 1975 : Au bois dormant (TV)
- 1975 : La Porte du large (TV)
- 1976 : Le Jeu de l’amour et du hasard de Marivaux, mise en scène Jean-Paul Roussillon, Comédie-Française
- 1977 : Les Rebelles (TV)
- 1979 : La Trilogie de la villégiature de Carlo Goldoni, mise en scène Giorgio Strehler, Comédie-Française
- 1980 : Carmen (TV)
- 1980 : Les Noces de Figaro (TV)
- 1981 : Le Mariage de Figaro (TV)
- 1981 : Le Bourgeois gentilhomme (TV)
- 1982 : La Dame de chez Maxim de Georges Feydeau, mise en scène Jean-Paul Roussillon, Comédie-Française
- 1982 : Emmenez-moi au théâtre : Le Voyage de monsieur Perrichon (TV), mise en scène Jean Le Poulain, Comédie-Française
- 1982 : Emmenez-moi au théâtre : Un habit pour l'hiver (TV)
- 1984 : Les Cerfs-volants (série télévisée)
- 1998 : Bonnes vacances (TV)
- 1989 : Jeanne d'Arc, le pouvoir et l'innocence (TV)